# Francisco Cruz Saldívar
Francisco Javier Cruz Saldívar, detto Pako (Nogales, 3 ottobre 1989), è un cestista messicano.

## Carriera
Con il Messico ha disputato i Campionati mondiali del 2014 e due edizioni dei Campionati americani (2015, 2017).

## Palmarès
- Campionato messicano: 1

Halcones Rojos Veracruz: 2013-14